# Sarah Jacobson
Pour les articles homonymes, voir Jacobson.
Sarah Jacobson (née le 25 août 1971 à Norwalk dans le Connecticut et morte le 13 février 2004  à New York) est une réalisatrice, scénariste et productrice de cinéma underground américaine. Elle réalisait elle-même en intégralité ses propres courts métrages, de l'écriture à la mise en scène.

## Biographie
En 1989, Sarah Jacobson sort diplômée de Edina High School à Edina dans le Minnesota, une banlieue de Minneapolis.
Après avoir étudié avec George Kuchar, Jacobson commença à réaliser ses films autour de ses vingt ans. Ses deux œuvres principales sont I Was a Teenage Serial Killer et Mary Jane's Not a Virgin Anymore. Tous deux furent chaleureusement accueillis dans des festivals à travers l'Amérique, à l'instar du New York Underground Film Festival, du Chicago Underground Film Festival et Sundance. 
I Was a Teenage Serial Killer comprend des morceaux du groupe Heavens to Betsy. Elle fut remarquée par le Spin comme l'une des "influences majeures de la Girl Culture".
Parmi les personnes qui l'ont cité, on retrouve le critique Roger Ebert, la réalisatrice Allison Anders ainsi que Kim Gordon de Sonic Youth.
Sarah Jacobson fut interviewé, critiqué et citée dans des journaux tels que The New York Times, Village Voice, Spin, Bust et Film Threat entre autres.
En raison du succès de ses films, Jacobson était une figure emblématique de l'approche cinématographique du "Do It Yourself" et écrit pour de nombreuses publications, dont Punk Planet, Grand Royal, San Francisco Bay Guardian et Indiewire sur le sujet. Elle contribua au film zine, Joanie4Jackie,un projet de Miranda July destiné à mettre en avant cette pratique ainsi que l'indépendance féminine. Jacobson était une participante du DiY Fest, un festival de film "Do It Yourself" ambulant.
Sarah Jacobson venait tout juste de conclure le scénario de son prochain film, lorsqu'elle mourut d'un cancer en 2004, à l'âge de 32 ans.

## Filmographie
- 1993 : I Was a Teenage Serial Killer
- 1996 : Sferic Waves - Man or Astro-man? (Clip)
- 1997 : Mary Jane's Not a Virgin Anymore
- 2000 : The Making of Ladies and Gentlemen, The Fabulous Stains